# Parasabella flecata
Parasabella flecata är en ringmaskart som beskrevs av Hoagland 1919. Parasabella flecata ingår i släktet Parasabella och familjen Sabellidae. Inga underarter finns listade i Catalogue of Life.